# Andrea Rosales
Andrea Carolina Rosales Castillejos (Maracay; 28 de noviembre de 1991) es una modelo y reina de belleza venezolana. Andrea participó en el Miss Venezuela 2015, donde representó al estado Amazonas y se llevó el título de Miss Venezuela Tierra; obteniendo el derecho de representar al país suramericano en el Miss Tierra 2015.

## Trayectoria

### Miss Venezuela 2015
Andrea representó al estado Amazonas en el Miss Venezuela 2015 donde compitió con otras 24 candidatas de distintas zonas del país. Rosales al final del evento se adjudicó como Miss Venezuela Tierra y fue coronada de manos de su antecesora Maira Alexandra Rodríguez quien además de ser Miss Venezuela Tierra 2014, se coronó como Miss Agua (Segunda finalista) en el Miss Tierra 2014. En la gala interactiva previa a la noche final, Andrea obtuvo la banda de "Miss Cabello Radiante".

### Miss Tierra 2015
Como parte de sus responsabilidades como Miss Venezuela Tierra, Andrea representó al país en el Miss Tierra 2015, concurso que reunió 86 delegadas de diversos países y territorios autónomos y donde logró clasificar entre las 8 semi-finalistas por el título que  ostentaba la filipina Jamie Herrell. Tal concurso se llevó a cabo el 5 de diciembre en Austria, siendo la primera ocasión en la que el certamen ecológico se trasladó a Europa y donde resultó ganadora la representante de Filipinas Angelia Ong, logrando este país asiático el primer back to back en este certamen ecológico.